# Daniel Franziskus
Daniel Franziskus (* 13. August 1991 in Aurich) ist ein ehemaliger deutscher Fußballspieler. Er spielte zuletzt für den VfB Lübeck, für den er seit seinem Karriereende im Scoutingbereich tätig ist.

## Karriere

### Als Spieler
In seiner Jugend spielte Franziskus für Werder Bremen und den VfB Oldenburg. In der A-Jugend stieg Franziskus mit der U19 des VfB Oldenburg in die Bundesliga auf. Ab Sommer 2010 wurde er in der Seniorenmannschaft des Oberligisten eingesetzt. Im Sommer 2011 wechselte er in die Regionalliga Nord zum SV Wilhelmshaven. Im Januar 2013 ging er weiter zum Sechstligisten TuS Pewsum. Nach einem halben Jahr wechselte er zum Drittligisten SSV Jahn Regensburg. Bei diesem spielt Franziskus zunächst für zwei Monate in der zweiten Mannschaft, wurde dann in der Profimannschaft eingesetzt und erzielte in 17 Spielen drei Tore in der 3. Liga. Am Saisonende erhielt Franziskus einen Profivertrag bis 2015.
Durch den Abstieg in die Regionalliga war der Vertrag nichtig und Franziskus entschied sich für einen Vereinswechsel. Die Saison 2015/16 spielte er beim Nordost-Regionalligisten TSG Neustrelitz. Nach einem Jahr in Neustrelitz schloss sich Franziskus 2016 erneut dem VfB Oldenburg an.
Zur Saison 2018/19 wechselte Franziskus innerhalb der Regionalliga Nord zum VfB Lübeck, bei dem er einen Vertrag mit einer Laufzeit bis zum 30. Juni 2020 erhielt. Für den VfB erzielte der Angreifer in seiner ersten Spielzeit 14 Tore, ehe ihn eine Knieverletzung außer Gefecht setzte. Im Oktober 2019 gab der Verein schließlich das daraus resultierende Karriereende des Stürmers bekannt.

### Nach der aktiven Karriere
Kurz nach dem Ende seiner Spielerkarriere bestätigte der VfB Lübeck, Franziskus weiter zu beschäftigen und für ihn eine Anstellung im vereinsinternen Scoutingbereich gefunden zu haben.